# York (Dakota Północna)
York – miasto w Stanach Zjednoczonych, w stanie Dakota Północna, w hrabstwie Benson.